# 西南德文 (英國國會選區)
西南德文（英語：South West Devon），英國國會一郡選區，包括英格蘭西南部德文郡西南部，包括普利茅斯東南部，以及南哈姆斯區西部。
本區自1997年創設以來一直支持保守黨的加利·斯特里特。他在2010年大選中以56.0%選票勝出該區連任。